# Мемориал жертвам СПИДа (Нью-Йорк)
Мемориал жертвам СПИДа в Нью-Йорке (англ. New York City AIDS Memorial) — памятник, построенный в память о более чем ста тысячах мужчин, женщин и детей — жителей Нью-Йорка, которые умерли от СПИДа. Это первый большой памятник, посвященный последствиям эпидемии СПИДа в Нью-Йорке. Мемориал был открыт во Всемирный день борьбы со СПИДом 1 декабря 2016 года. Проект был разработан усилиями почти пятисот архитекторов, которые придумали идею 5,5-метрового стального навеса в виде ворот в Новый парк при госпитале Святого Винсента в Гринвич-Виллидж.

## Описание
Мемориал жертвам СПИДа в Нью-Йорке расположен на треугольном островке, образованном 12-й улицей, Гринвич авеню и Седьмой авеню в Гринвич-Виллидж.
Мемориал представляет собой ворота в новый общественный парк, примыкающий к бывшей больнице Святого Винсента, в которой находится первая и самая большая в городе палата по борьбе со СПИДом и которая часто считается символическим эпицентром болезни. Больница фигурирует как место действия в пьесах «Нормальное сердце», «Ангелы в Америке» и во многих других известных произведениях литературы и искусства, повествующих о времени эпидемии в Нью-Йорке.
Мемориал представляет собой стальной навес высотой в 5,5 метра, охватывающий площадь в приблизительно 150 м2. Структура состоит из неравнобедренных и равнобедренных треугольников. Три больших треугольника снизу поддерживают и соединяют два других больших треугольника наверху таким образом, что вся композиция становится похожей на разобранный самолет. Каждый из треугольников заполнен шестнадцатью меньшими треугольниками с линиями, похожими на вентиляционные отверстия, которые загораются в ночное время суток.

## История
В ноябре 2011 года, в сотрудничестве с журналом «Архитектурный отчёт» и отраслевой базой данных компании «Арчитизер», совет по СПИДу города Нью-Йорка объявил международный конкурс на макет парка в память о жертвах эпидемии СПИДа в городе. Бруклинская «Студия a + i», возглавляемая Матео Пайва, Лили Лим и Эстебаном Эрлихом, выиграла этот конкурс и получила официальный заказ на создание мемориального парка. В мемориальном комплексе также представлены работы визуального художника Дженни Хольцер, идея которой состояла в том, чтобы выгравировать гранитную панель со строками из «Песни о себе» Уолта Уитмена.